# Валдијери
Валдијери (итал. Valdieri) је насеље у Италији у округу Кунео, региону Пијемонт.
Према процени из 2011. у насељу је живело 500 становника. Насеље се налази на надморској висини од 786 м.

## Становништво
| 1931. | 1936. | 1951. | 1961. | 1971. | 1981. | 1991. | 2001. | 2011. |
| ----- | ----- | ----- | ----- | ----- | ----- | ----- | ----- | ----- |
| 2.015 | 1.934 | 1.579 | 1.369 | 1.272 | 1.088 | 1.054 | 964   | 924   |